# Arguvan (district)
Arguvan is een Turks district in de provincie Malatya en telt 8.379 inwoners (2007). Het district heeft een oppervlakte van 1067,8 km². Hoofdplaats is Arguvan.
De bevolkingsontwikkeling van het district is weergegeven in onderstaande tabel.
| 1997   | 2000   | 2007  |
| ------ | ------ | ----- |
| 10.716 | 10.594 | 8.379 |